# 中标麒麟
中标麒麟（英語：NeoKylin）与银河麒麟同为中国麒麟软件有限公司基于Linux开发的商业操作系统。其社区版为Ubuntu Kylin。
目前中标麒麟最新版本为V7.0，包括中标麒麟高级服务器操作系统软件V7.0和中标麒麟桌面操作系统软件V7.0。

## 歷史

### 中标Linux
中标Linux（英語：COSIX Linux），1999年11月推出第一个版本，由中国计算机软件与技术服务总公司开发。

### 中标普华Linux
2004年2月，中标普华Linux（英語：NeoShine Linux）1.0版本发布。
根据DistroWatch记述，中标Linux和中标普华Linux基于Red Hat。

### 中标麒麟
2010年12月16日，两大国产操作系统——民用的“中标Linux”操作系统和解放军研制的“银河麒麟”操作系统在上海正式宣布合并，此后双方共同以“中标麒麟”（英語：NeoKylin）的新品牌统一发布，并将开发军民两用的操作系统。

### 公司合并
2019年12月6日，中标软件和之后继承银河麒麟品牌天津麒麟整合为麒麟软件（KylinSoft）有限公司，共同开发银河麒麟和中标麒麟。